# GMC CCKW
GMC CCKW (G-508) – amerykański wojskowy samochód ciężarowy z okresu II wojny światowej z napędem na wszystkie koła. CCKW produkowany był przez należące do General Motors przedsiębiorstwo GMC Truck i był podstawową ciężarówką armii amerykańskiej obok pojazdów Studebaker US-6 (G-630) oraz International Harvester M-5H-6 (G-651). Łącznie w latach 1941-1943 wyprodukowano 560 tys. samochodów tego typu.
Oficjalna nazwa CCKW oznacza:

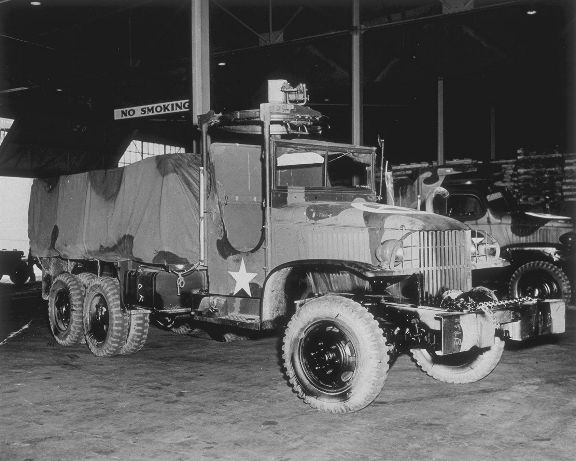

- C – rok wejścia do produkcji, 1941 (w tym konkretnym przypadku – wejścia do służby. Produkcja rozpoczęła się w 1940)
- C – standardową kabinę kierowcy
- K – napęd na przednie koła
- W – dwie tylne osie.

Ciężarówka zyskała przydomek „Jimmy”, a znana była także pod popularną nazwą deuce and a half lub po prostu deuce („dwójka i pół”, „dwójka”) co odnosiło się do ładowności ciężarówki wynoszącej ok. 2,5 tony.